# 朱毅剛
朱致祥（1922年—1981年），藝名朱毅剛，香港粵劇界著名音樂家，生於馬來西亞檳城，父親朱家樂是戲班樂師，他和兩個弟弟朱兆祥和朱慶祥都是著名樂師，合稱「朱氏三雄」，戲班中人有時稱他為「大腸」或尊稱他「大師」。在粵語長片的製作人員名單上，有時會看到「朱大腸」三字，指的就是他。
他生前為衆多粵劇紅伶和唱家指導唱腔，例如陳鳳仙、陳嘉鳴和龍貫天等，但卻沒有收納門徒繼承他的音樂藝術。他對香港粵劇音樂的影響舉足輕重，創作被廣泛植入於不少名劇之中，滋潤了不少戲迷。

## 生平

### 藝海初期
他藝術人生始於參與戲班鑼鼓拍和。初習傳統排場鑼鼓，對《六國大封相》的鑼鼓和唱法了然於心，打下紮實的根基，他還轉教兩個弟弟。他尤擅長吹奏色士風，還精通小提琴、鋼琴、二弦、三弦、南胡、古箏等樂器，通中西音律。

### 戰後 – 初到廣州 (1947 - 1949)
起初在張活游領導的「日月星劇團」拍和，亦曾隨紅船戲班演出。

### 解放後 – 到香港 (1950 – 1981)
他轉到香港工作，參加拍和的第一個劇團是白玉堂 (粤剧演员)領導的「興中華」，第一套劇是《潘安醉綠珠》，由白玉堂和鄧碧雲主演。他其後加入覺先聲劇團開始與劉兆榮合作。

#### 與「仙鳳鳴」合作
他1951年已經為白雪仙拍和，及至1956任白組成「仙鳳鳴劇團」，朱毅剛便擔任音樂領班，同時也編排音樂，而且經常為任白操曲；他由「仙鳳鳴」的第一屆開始，工作至1969年的最後一屆。

#### 扶掖「雛鳳」[6]
任白引退後，他為當時崛起的「雛鳳鳴」演出的劇目撰寫新譜 開山戲寶《辭郎洲》的<萬里行>、<怒海崖門>、<山河淚>以及《英烈劍中劍》的<劍如霜>和<殲敵吟>等等。及至1981年在新加坡為「雛鳳鳴劇團」《柳毅傳書》擔任音樂領導時因心臟病去世，一生與粵劇相隨。

## 粵曲鬼才
朱毅剛音樂造詣很高，經常編寫新曲。
他的音樂創作始於1957年，第一首曲是為《西樓錯夢》一劇創作的<巫山一段雲>。除了「仙鳳鳴」及「雛鳳鳴」外，他亦為多個戲班如「大龍鳳」、「慶新聲」 及「頌新聲」的劇目撰寫新譜。最為人熟識的新曲莫過於《鳳閣恩仇未了情》的主題曲<胡地蠻歌>，該劇的編劇徐子郎特意邀請朱毅剛為該劇創作主題曲。但他為「慶新聲」及「頌新聲」寫的新曲為數最多，例如《雷鳴金鼓戰笳聲》的<踏雪驪歌>、《龍鳳爭掛帥》的<錦衣回>、《無情寶劍有情天》的<琴簫怨>及《三夕恩情廿載仇》的<古人新詠>等等。。

## 功績
朱毅剛的新譜打破了粵劇慣用的傳統調式，選用了降B調和F調等，豐富了粵劇的旋律。此外，他於傳統的粵劇基礎上力求創新和不斷改良，例如在五、六十年代已經以「簡譜」記譜，更會為「小曲」譜上「和聲」，當時來説是非常創新的嘗試。在灌錄《紫釵記》和《再世紅梅記》時，特意邀請一些著名的國樂團演奏家參與伴奏及和聲的部分。